# Rui Silva (Fußballspieler, 1994)
Rui Tiago Dantas da Silva (* 7. Februar 1994 in Águas Santas) ist ein portugiesischer Fußballtorwart, der seit Juli 2021 bei Betis Sevilla unter Vertrag steht und portugiesischer Nationalspieler ist.

## Karriere

### Im Verein
Der in Águas Santas im Kreis Maia geborene Silva wechselte zur Saison 2012/13 aus der Jugend des FC Maia zu den A-Junioren (U19) von Nacional Funchal. Parallel zählte er zum erweiterten Profikader und Stand Ende Oktober 2012 erstmals bei einem Spiel in der Primeira Liga ohne Einsatz im Spieltagskader. Zur Saison 2013/14 rückte der 19-Jährige fest in den Profikader auf und war hinter Eduardo Gottardi und Ricardo Batista der dritte Torhüter. Nachdem Silva im Januar 2014 im Ligapokal debütiert hatte, lief er am letzten Spieltag erstmals in der höchsten portugiesischen Liga auf. Nach dem Abgang von Batista wurde Silva zur Saison 2014/15 die „Nummer 2“ und kam für den Klub aus Madeira zu 9 Ligaeinsätzen sowie zu 2 Einsätzen im Ligapokal. In der Saison 2015/16 zog Gottardi am 4. Spieltag eine Meniskusverletzung zu und musste in der Halbzeit für Silva ausgewechselt werden. Dieser vertrat Gottardi vom 5. bis zum 15. Spieltag, ehe Gottardi am 16. Spieltag in das Tor von Nacional Funchal zurückkehrte. Nachdem am 17. Spieltag Silva den Vorzug erhalten hatte, stand in den folgenden 7 Spielen wieder sein brasilianischer Kontrahent zwischen den Pfosten. Anschließend etablierte sich Silva als Stammtorhüter und absolvierte 8 Spiele, sodass er in dieser Saison auf 22 Ligaeinsätze kam. Am letzten Spieltag erhielt Gottardi den Vorzug, ehe er den Verein am Saisonende verließ. In der Saison 2016/17 war Silva alleiniger Stammtorhüter und absolvierte bis Ende Januar 2017 alle 18 Ligaeinsätze.
Ende Januar 2017 wechselte Silva zum spanischen Erstligisten FC Granada, bei dem er einen Vertrag bis zum 30. Juni 2021 unterschrieb und den abgewanderten Ersatztorwart Oier Olazábal ersetzte. Bis zum Ende der Saison 2016/17 kam der Portugiese hinter Guillermo Ochoa zu keinem Einsatz und stieg mit seiner Mannschaft in die Segunda División ab. Nach dem Abstieg des FC Granada wechselte Ochoa zu Standard Lüttich. Zur Saison 2017/18 setzte sich allerdings Javi Varas gegen den 23-Jährigen durch, sodass dieser nur 4 Ligaspiele absolvierte. Der Absteiger belegte nur den 10. Platz und musste ein weiteres Jahr in der Zweitklassigkeit antreten. Zur Saison 2018/19 wurde Silva schließlich die „Nummer 1“ und absolvierte 40 von 42 möglichen Ligaspielen. Dabei stieg er mit seiner Mannschaft als Vizemeister wieder in das spanische Oberhaus auf. In der Saison 2019/20 trug Silva in 35 Einsätzen dazu bei, dass sich der Aufsteiger mit dem 7. Platz für die Europa League qualifizieren konnte. Auch in der Saison 2020/21 konnte der FC Granada seinen Platz im gesicherten Mittelfeld festigen, wozu Silva 32 Einsätze beisteuerte. Zudem kam er 11-mal in der Europa League zum Einsatz, in der seine Mannschaft im Viertelfinale an Manchester United scheiterte. Am Saisonende verließ der 27-Jährige den Verein mit seinem Vertragsende.
Nach seinem Vertragsende beim FC Granada wechselte Silva zur Saison 2021/22 ablösefrei zum Ligakonkurrenten Betis Sevilla, bei dem er einen Vertrag bis zum 30. Juni 2026 unterschrieb.

### In der Nationalmannschaft
Silva spielte zwischen Februar und April 2013 3-mal für die portugiesische U19-Nationalmannschaft. Es folgten 2 Einsätze für die U20-Auswahl im Mai 2014. Nach rund zweieinhalb Jahren ohne Berufung spielte Silva im November 2016 2-mal für die U21.
Im Mai 2021 wurde Silva von Fernando Santos hinter Rui Patrício und Anthony Lopes in den Kader der A-Nationalmannschaft für die Europameisterschaft 2021 nominiert. Er debütierte am 9. Juni 2021 bei einem 4:0-Sieg gegen Israel im letzten Testspiel vor der EM. Beim Turnier kam er allerdings nicht zum Einsatz.

## Erfolge
- Aufstieg in die Primera División: 2019
- Spanischer Pokalsieger: 2022